# Gnatholepis anjerensis
Gnatholepis anjerensis es una especie de peces de la familia de los Gobiidae en el orden de los Perciformes.

## Morfología
Los machos pueden llegar a alcanzar los 8,4 cm de longitud total.

## Hábitat
Es un pez de Clima tropical y asociado a los  arrecifes de coral que vive entre 1-46 m de profundidad. 

## Distribución geográfica
Se encuentra desde el Mar Rojo y el África Oriental hasta las Hawái, las Islas Marquesas e Islas de la Sociedad.

## Observaciones
Es inofensivo para los humanos. 